# Bitwa pod Megalopolis
Bitwa pod Megalopolis – starcie zbrojne, które miało miejsce w roku 331 p.n.e. w trakcie walk Macedończyków ze Spartą.
W roku 331 p.n.e. Spartanie dowodzeni przez króla Agisa III postanowili wykorzystać nieobecność Aleksandra Wielkiego, walczącego w Persji z Dariuszem III i opowiedzieć się przeciwko dominacji macedońskiej w regionie. Ich celem stało się założone w roku 371 p.n.e. Megalopolis w Arkadii, będące wieloletnim bastionem chroniącym przed ekspansją Spartan i ich tradycyjnym przeciwnikiem. Z ratunkiem dla zagrożonego przez Spartan Megalopolis nadszedł wówczas Antypater, który w bitwie pod miastem rozbił doszczętnie armię spartańską.
Na wieść o zwycięstwie, Aleksander ocenił wydarzenie dość ironicznie, umniejszając sukces Antypatra i porównując króla Agisa III do mysiego króla.